# 胡献可
胡献可（1913年—1988年），江西南昌人，中国眼科学家，曾任江西医学院教授，第五、六届全国人大代表。

## 家庭
兄胡献雅、胡獻群、胡献尚。